# Fkirina
Fkirina (în arabă فكيرينة) este o comună din provincia Oum El-Bouaghi, Algeria.
Populația comunei este de 12.318 locuitori (2008).